# میکی دولین
میکی دولین (انگلیسی: Micky Dulin; ۲۵ اکتبر ۱۹۳۵ – ۱۶ مارس ۲۰۲۱) بازیکن فوتبال اهل بریتانیا بود.
از باشگاه‌هایی که در آن بازی کرده‌است می‌توان به باشگاه فوتبال تاتنهام هاتسپر اشاره کرد.